# Жаме векю
Жаме́ векю́ (фр. jamais vécu — «никогда не пережитое»; синоним: жаме́ эпруве́ — jamais éprouvé — «никогда не испытанное») — психическое состояние, при котором события, пережитые и испытанные ранее, воспринимаются как происходящие впервые при повторении.
Не следует путать это состояние с утратой ясности воспоминаний. При жаме векю теряется способность осознавать ощущение узнавания собственных переживаний, таким образом оно является симптомом нарушения самоосознавания.
При переживании жаме векю может возникать чувство сумасшествия.
Противоположное явление — дежа векю (фр. déjà vécu — «уже́ пережитое»).